# Bernardo degli Uberti
Pour les articles homonymes, voir Uberti (homonymie).
Bernardo degli Uberti (né vers 1060 à Florence, en  Toscane et mort à Parme le 4 ou 12 décembre 1133) est un cardinal italien du XIe siècle et du XIIe siècle. Il est le neveu du cardinal Petro Igneo (1079). Bernardo est membre des vallombrosains.

## Biographie
Bernardo degli Uberti est abbé de l'abbaye de S. Salvi et est élu septième supérieur général de son ordre en 1098. Le pape Urbain II l'appelle à Rome et il le crée cardinal lors d'un consistoire vers 1097. 
Bernardo préside une réunion des abbés de la congrégation des vallombrosains en 1100 à l'abbaye de S. Salvi, où sont prises des résolutions importantes sur l'organisation et la discipline de la fédération des abbayes. Bernardo signe les résolutions comme Bernardus indignus Cardinalis B. Petri Apostolorum Principis, et dictus Abbas Vallisumbrosae. Début 1101, il est légat en Lombardie et conseiller de la comtesse Mathilde. Comme partisan du pape Grégoire VII, il est exilé en  1104 par les partisans de l'antipape (Sylvestre IV). Bernardo est élu évêque de Parme en 1106. Il est exilé de nouveau en 1127, après son opposition à la proclamation de Conrad II le Salique. Pendant le schisme de 1130, Bernardo choisit les côtés du pape Innocent II.
Bernardo degli Uberti est célébré le 4 décembre et sa fête est approuvée par les papes Alexandre VII et Clément IX pour le diocèse de Parme. Avec les saints Benoît de Nursie et Jean Gualbert, il est considéré  comme un des trois fondateurs des vallombrosains.